# Ruth Law
Pour les articles homonymes, voir Law.
Ruth Bancroft Law est une pionnière de l'aviation américaine née le 21 mai 1887 à Lynn (Massachusetts) et morte le 1er décembre 1970 à San Francisco (Californie). Elle reçoit sa licence de pilote le 12 novembre 1912 et en 1916, elle établit un nouveau record de distance en reliant Chicago à l'État de New York, soit une distance de 950 km, le record précédant étant de 728 km.
Elle est la première femme à réussir une boucle, et a battu le record d'altitude en 1915 en atteignant près de 3 300 m.